# Romain Louis Moniez
Romain Louis Moniez (* 17. Februar 1852 in Le Quesnoy; † 5. Januar 1936 in Bordeaux) war ein französischer Mediziner und Zoologe.
Moniez unterrichtete an der Medizinischen Fakultät der Universität Lille. Er forschte vor allem über Bandwürmer, zu marinen Wirbellosen und zu Insekten. 1897 war er Präsident der Société zoologique de France. Nach Moniez ist die Bandwurmgattung Moniezia benannt.

## Werke
- Essai monographique sur les cysticerques, 1880
- Mémoires sur les cestodes, 1881
- Les parasites de l'homme (animaux et végétaux), 1889
- Traité de parasitologie animale et végétale appliquée à la médecine 1896